# 马万
马万（？—950年5月12日），或误作焦方，五代十国时期澶州人，先后效力晋国、后唐、后晋、后汉。

## 生平
年轻时从军，善游泳。天祐十六年（919年）三月，晋王李存勖与后梁在黄河上交战，李存勖于德胜渡口在黄河南北分别立寨，梁军急攻南寨，用战舰封锁黄河中流隔绝晋援军，昼夜攻城三天，守寨将氏延赏告急于李存勖。李存勖隔河望着敌军，束手无策，于是招募能游泳破敌之人。马万及其兄弟马破龙等都应募，于是潜水进入南寨，往来三次，又协助火烧梁战舰，梁军于是退去。马万由此升为水军小校，渐渐受命典禁军，遥领刺史，累迁为奉国左厢都指挥使、泗州防御使。
后晋天福二年（937年）六月，魏博节度使范延光作乱，其牙将孙锐率兵到黎阳，朝廷派侍卫马军都指挥使白奉进领兵从滑州渡河，马万也作为步军都校随行。七月，义成军节度使（军部在滑州）符彦饶在自己的官署杀死白奉进，马万惶惑不知所措，领着所部步兵想要助其作乱，正逢奉国右厢都指挥使卢顺密也带数百部曲来到，对马万厉声陈说逆顺之理：“符公擅自杀死白公，一定与魏城（指范延光）通谋。这里离行宫才二百里，我们众将士的家属都在京城大梁，为什么不思报国，却要协助叛乱，自求灭族！现在应当一起擒住符公，押送给天子，好立下大功。各将士从命的话就奖赏，违命的话就诛杀，不要再有疑虑！”然后杀掉了马万手下还在大呼谋反的几个人，稳住了军心。马万手下诸军不敢动了。马万不得已同意了卢顺密的主意，与卢顺密率众赶到符彦饶官署攻打滑州子城，生擒符彦饶而出，派立功都虞候方太押送京城，奏称符彦饶作乱杀白奉进，自己以所部兵擒到符彦饶。符彦饶被处决。后晋高祖看了奏章以为马万是首功，于是任为义成军节度使，充魏府行营马军都指挥使，而卢顺密却没得到很多酬劳。不久，高祖稍稍明白事情经过，于是以卢顺密为泾州兵马留后，渐渐薄待马万。三年（938年）八月前，马万卸任义成军节度使，四年（939年）改任威胜军节度使，六年（941年）七月任永清军节度使，七年（942年）三月前罢官，十二月授右骁卫上将军，因眼病于开运二年（945年）五月改左金吾上将军致仕。
后汉乾祐三年（950年）四月卒。后汉隐帝为此辍视朝一日。